# 산성 가수분해
산성 가수분해(酸性加水分解, 영어: acid hydrolysis)는 유기화학에서 물(H2O)의 원소를 첨가하여 친핵성 치환 반응을 통해 화학 결합의 절단을 촉매하기 위해 양성자산이 사용되는 가수분해 과정이다. 예를 들어 셀룰로스 또는 녹말을 포도당으로 분해하는 반응이 있다. 에스터 및 아마이드의 경우 산 촉매 친핵성 아실 치환 반응으로 정의할 수 있다.
산성 가수분해라는 용어는 나이트릴의 아마이드로의 산 촉매 가수분해와 같은 특정 친핵성 첨가 반응에도 적용된다. 산성 가수분해는 일반적으로 수화 반응에서 일어날 수 있는 친전자성 첨가 반응에 의한 이중 결합 또는 삼중 결합에 대한 물 원소의 산 촉매 첨가를 의미하지 않는다.
산성 가수분해는 다음과 같은 산의 도움으로 단당류를 제조하는 데 사용된다.
- 염산
- 황산
- 트라이플루오로아세트산
- 폼산
- 질산

산성 가수분해는 셀룰로스 물질의 전처리에 활용되어 헤미셀룰로스와 셀룰로스의 사슬 간의 연결을 끊을 수 있다.

## 같이 보기
- 알칼리성 가수분해
- 효소 가수분해
- 산 촉매